# Jaburg Glacier
Jaburg Glacier är en glaciär i Antarktis. Den ligger i Västantarktis. Argentina, Chile och Storbritannien gör anspråk på området. Jaburg Glacier ligger 791 meter över havet.
Terrängen runt Jaburg Glacier är platt åt sydväst, men åt nordost är den kuperad. Terrängen runt Jaburg Glacier sluttar västerut. Trakten är obefolkad. Det finns inga samhällen i närheten. 